# Patrouillenboot 16
Mit Patrouillenboot 16 wird eine Serie von 14 neuen Patrouillenbooten für die Schweizer Motorbootkompanie bezeichnet.

## Allgemeines
Als Ersatz für die in den 1980er Jahren in Dienst gestellten Patrouillenboote 80 hatte Armasuisse fünf internationale Bootswerften zu einem Angebot eingeladen. Die Ausschreibung gewann die finnische Werft Marine Alutech, die mit ihrem Typ Watercat 1250 Patrol einen Prototyp für die Bewertung vorweisen konnte. Schweizer Bootsbauer sahen sich zunächst benachteiligt, wurden dann aber bei der Ausrüstung der Boote beteiligt. Sechs Boote werden beim Generalunternehmer Marine Alutech im finnischen Teijo gefertigt und anschliessend bei Shiptec in Luzern fertig ausgerüstet. Bei den acht weiteren Booten wird nur noch der Schiffsrumpf geliefert. Mit diesem Kompromiss verbleibt ein grosser Anteil der Wertschöpfung in der Schweiz.
Für die Beschaffung der Boote, die entsprechende Logistik und Infrastruktur wurde im Rüstungsprogramm 2016 ein Volumen von 49 Mio. Schweizer Franken bewilligt. Die Bezeichnung Patrouillenboot 16 bezieht sich auf dieses Jahr des Rüstungsprogramms. Nach erfolgreicher Verifikation wurde der Bau der Serie im Juli 2018 in Auftrag gegeben. Das erste Boot konnte der Öffentlichkeit bereits im Februar 2019 auf der SuisseNautic präsentiert und im Mai 2019 abgeliefert werden.
Die Schiffstaufe der ersten vier Boote auf die Namen Venus, Uranus, Saturn und Antares erfolgte am 15. Juni 2019 in Luzern. Die Boote werden zunächst überwiegend für die Ausbildung der zukünftigen Besatzungen eingesetzt. Seit 2021 sind alle Boote der Serie in Dienst gestellt.

## Beschreibung
Die 13,5 m langen und 3,7 m breiten Boote sind aus Aluminium gefertigt und haben eine Fixpunkthöhe von 4,8 m. Sie sind für den Strassentransport geeignet. Als Besonderheit ist am Heck eine Art Ladebordwand eingebaut, z. B. für die Bergung von Personen. Zusätzlich zur Besatzung können 15 ausgerüstete Soldaten aufgenommen werden.
Der Antrieb ist von Volvo Penta und besteht aus zwei Schiffsdieselmotoren des Typs D6-400/DHP, die mit jeweils 294 kW auf zwei Duoprops wirken. Die Höchstgeschwindigkeit beträgt 35 Knoten.
Die fernbedienbare Waffenstation des Typs Protector M151 ist mit einem 12,7-mm-Maschinengewehr auf dem Decksaufbau installiert und verleiht der Bootsklasse einen besonderen Wiedererkennungswert.